# Orlando Bezerra
Orlando Bezerra de Menezes, ou apenas Orlando Bezerra, (Juazeiro do Norte, 25 de janeiro de 1933 — 2 de agosto de 2000), foi um empresário e político brasileiro, outrora deputado federal pelo Ceará.

## Dados biográficos
Filho de José Bezerra de Menezes e Maria Amélia Bezerra de Menezes. Técnico em contabilidade formado em sua cidade natal, elegeu-se vereador em Juazeiro do Norte pela em 1954 e 1958. Anos depois estava nas fileiras da ARENA sendo eleito prefeito de Juazeiro do Norte em 1970 e deputado estadual em 1974 e 1978. Mediante a restauração do pluripartidarismo em 1980, ingressou no PDS sendo eleito deputado federal em 1982, mesma ocasião onde seu irmão, Adauto Bezerra, foi eleito vice-governador ao lado de Gonzaga Mota e sua irmã, Alacoque Bezerra, foi eleita segunda suplente de senador na chapa de Virgílio Távora.
Mesmo votando contra a emenda Dante de Oliveira em 1984, apoiou Tancredo Neves no Colégio Eleitoral em 1985. Este último fato pavimentou sua filiação PFL, reelegendo-se deputado federal em 1986 e 1990. Nesse ínterim foi signatário da a Constituição de 1988 e votou a favor do impeachment de Fernando Collor em 1992. Pai do ex-deputado estadual Jarbas Bezerra, é irmão de Humberto Bezerra, eleito vice-governador na chapa de César Cals em 1970. Na iniciativa privada foi diretor do BICBANCO, instituição fundada por seu pai em 1938.
O Aeroporto de Juazeiro do Norte foi renomeado em sua homenagem.